# 棗泥參珠螺
棗泥參珠螺（学名：Notosinister latilirata）为左錐螺科參珠螺屬下的一个种。